# Marvin Phillip
Marvin Phillip (Williamsville, 1º agosto 1984) è un calciatore trinidadiano, portiere del Port of Spain e della nazionale trinidadiana.

## Carriera

### Club
Ha giocato nella prima divisione trinidadiana ed in quella indiana.

### Nazionale
Nel 2007 ha esordito in nazionale.